# Полюс Сити Центр

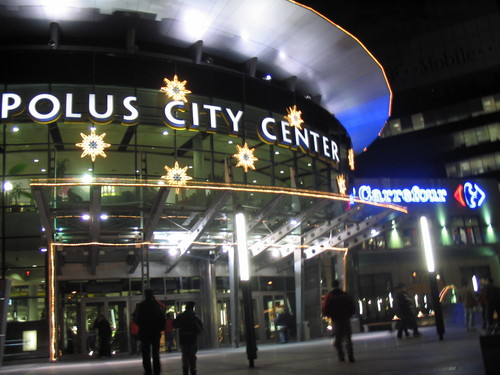
Главный вход

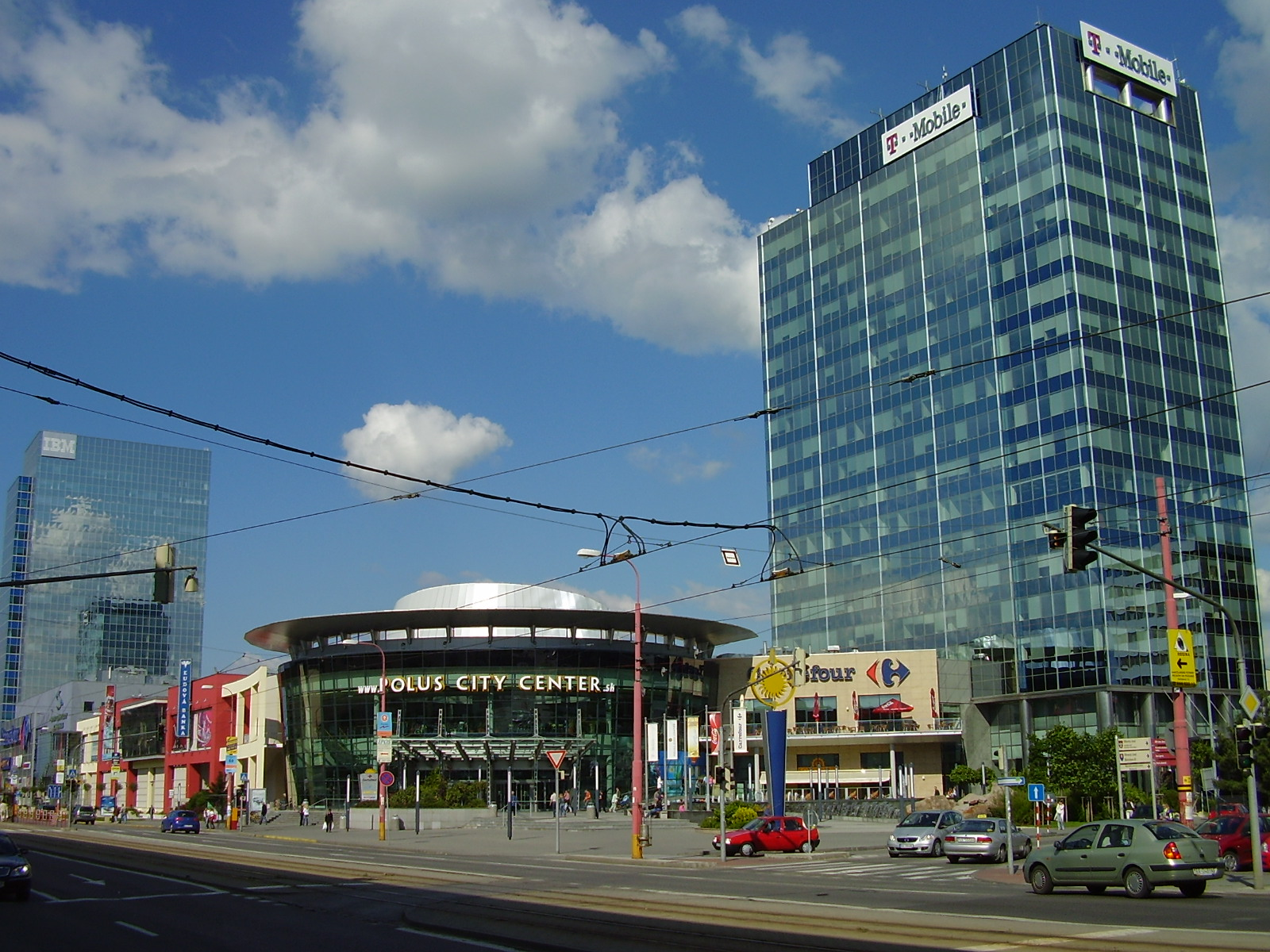
Полюс Сити Центр с улицы Вайнорской

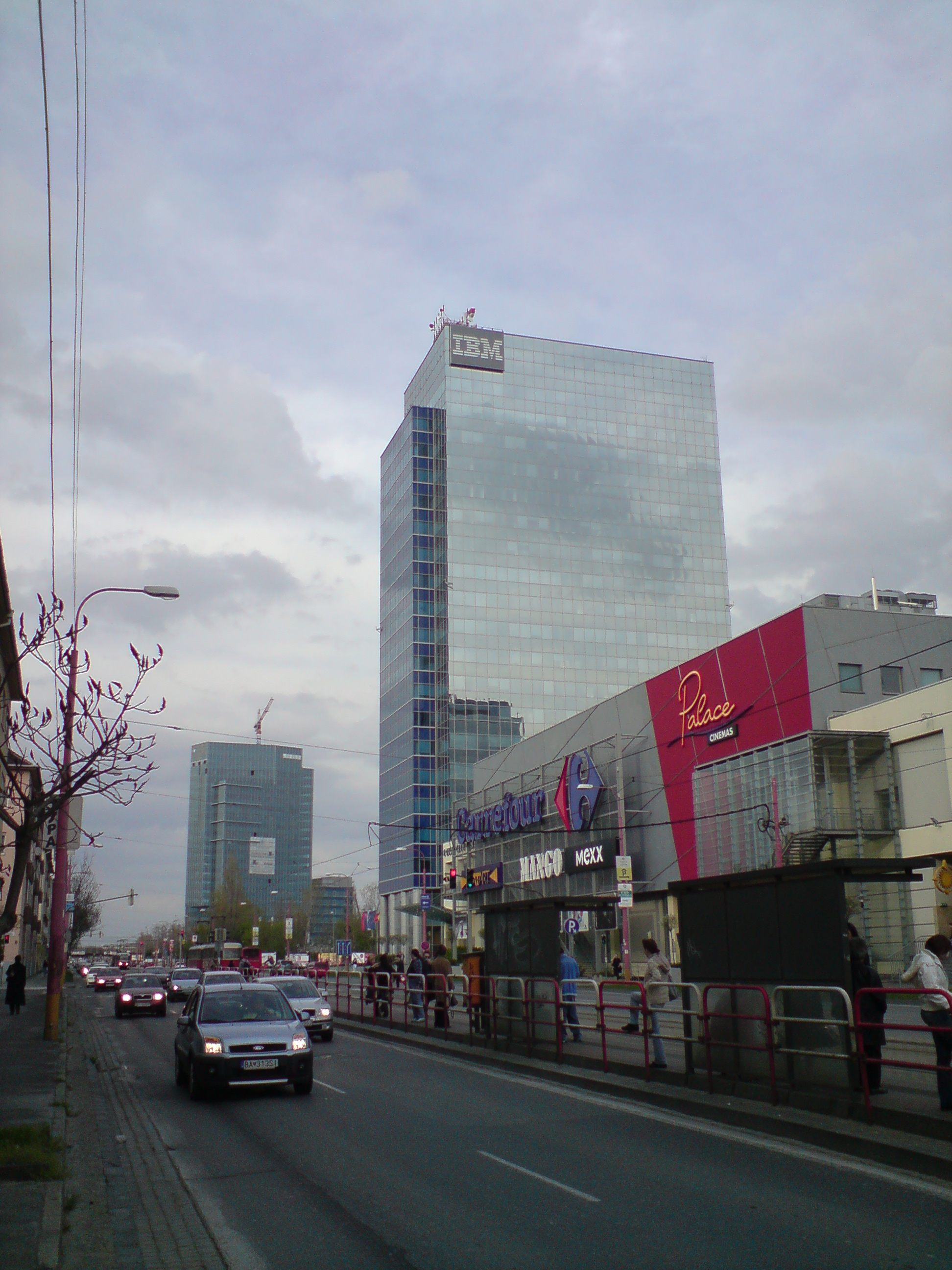
Полюс Сити Центр, кинотеатр Палас Синемас, высотные здания Миллениум Тауэр II и Лейксайд парк I

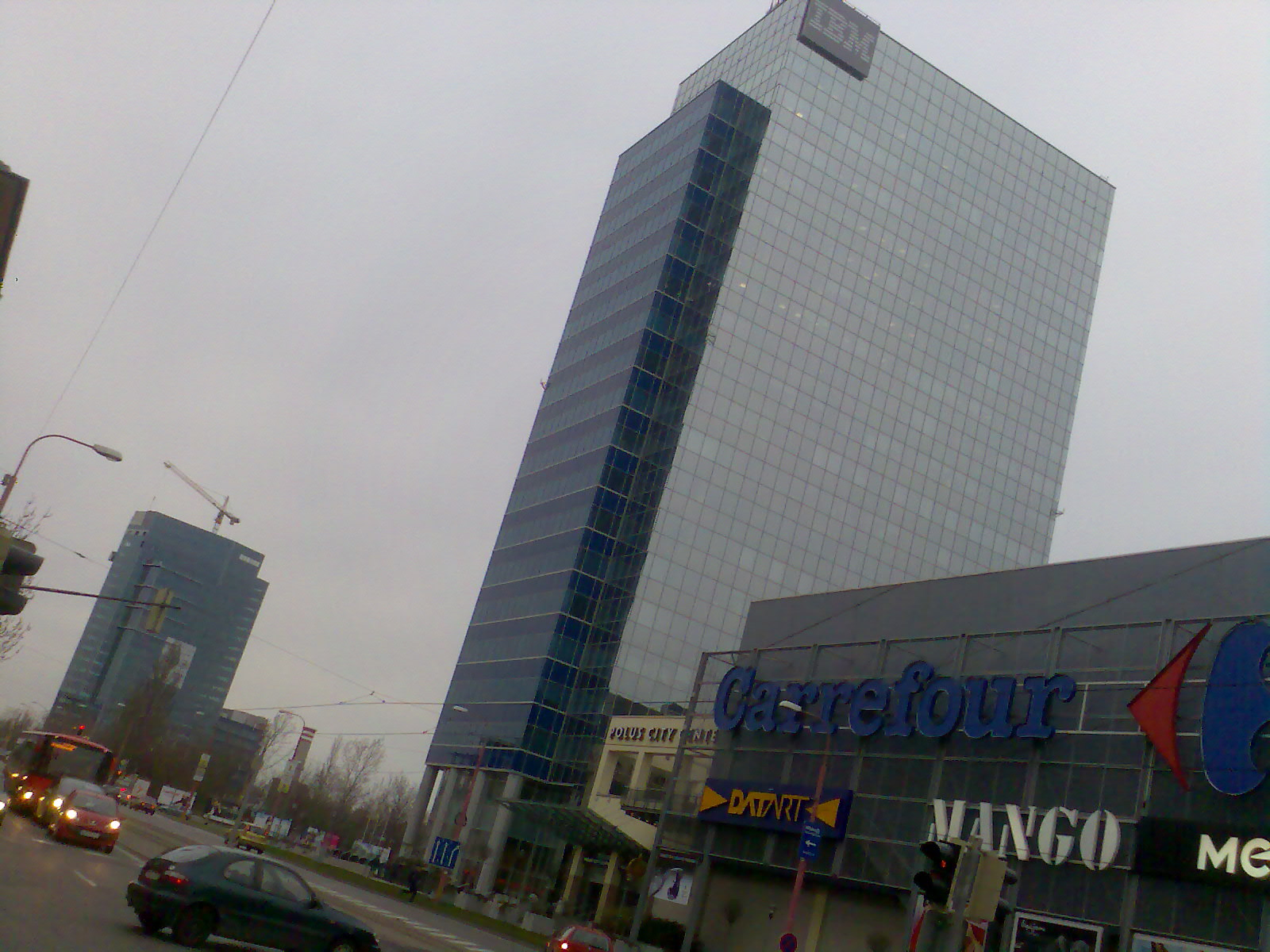
Высотные здания Миллениум Тауэр II и Лейксайд парк I

Полюс Сити Центр – торгово-развлекательный центр в Братиславе. Расположен на улице Вайнорска, является крупнейшим торговым центром в Словакии. Площадь 40100 м².
Строительство торгово-развлекательного комплекса Полюс Сити Центр проходило в период с 1999 по 2001 годы в Братиславе, район Нове-Место, на перекрёстке улиц Вайнорска и Юнацка. Бизнес-план заключался в постройке многофункционального здания с преобладанием коммерческих помещений, но включающих также офисные помещения для выполнения административных функций и ряда социальных мероприятий: культурного, развлекательного характера и питания. Комплекс полностью сдаётся в наём. В 2001 здания сдали в эксплуатацию.

## Основные данные о комплексе

### Архитекторы, строители и инвесторы
- Инвестор: TriGránit Development Corporation
- Владелец: Polus, a. s.
- Строительный подрядчик: ILBAU s. r. o.
- Архитектор: Fischer s. r.o. / Adamson Associates

Основные поставщики для строительства:
- Сборные конструкции - ZIPP s.r.o. Bratislava,
- Монолитные железобетонные конструкции - IPS a. s. Třinec
- Проект: IDO HUTNÝ projekt a.s.

### Площади
- Гипермаркет (Carrefour) 14 432 m²
- Электроника (Datart) 1 609 m²
- 8 кинозалов (Palace Cinemas) 3 115 m²
- Семейный развлекательный центр
- Спортивные магазины 950 m²
- Магазины модной одежды 9 600 m²
- Рестораны 1 503 m²
- Прочие магазины и службы 5 046 m²
- Офисное здание Миллениум Тауэр I – 19 440 m²
- Офисное здание Миллениум Тауэр II – 22 400 m²
- Арендуемая площадь торгового центра 24 000 m²
- Количество парковочных мест 2 000

### План строительства
- Планирование и дизайн: январь 1999 – август 1999
- Строительство: август 1999 – январь 2001
- Открытие: ноябрь 2000 – розничная торговля, март 2001 – офисы

## Конструкция
В проекте комплекс разделён на холл, торговый центр, офисные здания, кинотеатры и служебные помещения.
В кинокомплексе Палас Синемас (Дворец кино, Palace Cinemas) расположены десятки магазинов и несколько ресторанов. Комплекс Полюс Сити Центр состоит из 2 высотных административных зданий: Миллениум Тауэр I высотой 80 метров и Миллениум Тауэр II высотой 100 метров. Планируется строительство третьей высотки Миллениум Тауэр III 78 метров, предназначенной главным образом для жилья.
Основание комплекса состоит из супеси и глинистого гравия, уровень грунтовых вод находится примерно на 6 метров ниже уровня земли. Здания стоит на опорах. Холл и магазины в своём основании выше уровня грунтовых вод размером до 4,2 х 4,6 метра и высотой от 0,6 до 1,0 м. Монолитная плита фундамента офисного здания толщиной 1,8 м лежит ниже уровня воды, но подвал расположен выше грунтовых вод. Учитывая относительно высокий уровень грунтовых вод, проект ориентировался на сведении к минимуму площади фундамента.

## Холл
Холл является самостоятельным трёхэтажным зданием, диаметром 40,5 метров и покрытый куполом. Несущая конструкция состоит из системы железобетонных колонн и круговой монолитной плиты, армированные кольца расположены рёбрами в радиальном и тангенциальном направлении. В подвале расположена подземная стоянка и комплекс колонн, разводящих нагрузку с верхней части здания. Колонны выше фундамента состоят из железобетонных монолитных балок, опорная плита привезена с использованием железнодорожного транспорта. Особую сложность зданию доставляет необычная структура фонтана в холле.

## Коммерческие площади
Коммерческие площади являются крупнейшей частью комплекса и состоят из пяти блоков трапециевидной площади, размером приблизительно 240 х 165 метров. Половина этажа торговой площадки является крышей автостоянки.
Несущая конструкция выполнена в виде набора сводных колонн по всей высоте объекта в модуле 15,0 х 15,0 м (в цокольном этаже со встроенными несущими колоннами 7,5 м) столбы укороченных консолей, поддерживающих простые железобетонные балки, чтобы охватить 15,0 м. Конструкция стропил формируется предварительно напряженными сборными потолочными балками формы TT.

## Административное здание
Офисное здание площадью 46,5 х 25,5 м, 18 этажей (включая цокольный) и высотой 73,8 метров, является самой высокой частью здания. Несущая конструкция здания состоит из монолитного железобетонного ядра с размерами 17,7 х 9,40 метра, модульные колонны 6,0 х 9,0 м сечением 800 х 800, 600 х 600 и размером 300 х 300 мм (в верхней части), которые лежат в фундаменте монолитной железобетонной плиты, толщиной перекрытия 280 мм.
Заложен объект на плите толщиной 1,8 м. Вся система опирается на несущие опоры ядра, с подвижным крепежом. Расчёт здания в целом предусматривает устойчивость перед ветровыми и сейсмическими нагрузками.

## Кинотеатр
В комплекс также входит здание, состоящее из восьми кинотеатров со средней вместительностью 220 мест на зал. Габаритные размеры приблизительно 82 х 46 метра на три этажа. Конструкция кинозалов состоит из каркасных коробок, опирающихся на подземные опоры. Фундамент представляет монолитную железобетонную плиту. Система опор определяется расположением кинотеатров. На первом уровне монолитные железобетонные стропила, в которых установлены вертикальные несущие стены. Выше поднимаются сборные стринги. Поперечные несущие стены воспринимают на себя внутреннюю нагрузку на первом уровне. Несущая конструкция крыши поддерживается перекрестием балок, диаметром 17,0 м.

## Особенности
Все «улицы» в Полюс Сити Центр названы в честь известных улиц мира, таких как Уолл-стрит, 5-я авеню, и подобных. Полюс Сити Центр был открыт 22 ноября 2000 года.